# イゴール・マティッチ
イゴール・マティッチ（セルビア語: Игор Матић, Igor Matić、1981年7月22日 - ）は、セルビアの元サッカー選手、サッカー指導者。アテネオリンピックセルビア・モンテネグロ代表。ポジションはミッドフィールダー。

## クラブ歴
1998年にFKゼムンで選手となった。19歳にしてユーゴスラビア連邦共和国カップ準決勝進出という快進撃に貢献した。2003年にOFKベオグラードに移籍、ブラニスラヴ・イヴァノヴィッチ率いるOFKベオグラード黄金時代をクラブの一員として過ごした。
2005年にリーグ・アンのSMカーンに移籍したが、リーグ・ドゥに降格した。その後無所属を経てFKバナト・ズレニャニンに加入。2008年にFCメガスポルトに加入するもクラブが解散した。
2009年にOFKグルバリに加入。2010年にFKモグレンに移籍。2012年1月に5ヶ月間給与未払いが続いていたため、モグレンを裁判所に訴えた。そのまま退団し、同月にアレクサンダル・クリスティッチを新監督に据えたFKナプレダク・クルシェヴァツに加入。クリスティッチと彼はOFKベオグラード時代から付き合いがあった縁での入団であった。
ナプレダク・クルシェヴァツでは半シーズンを過ごしたのみで、FKチュカリチュキに移籍した。チュカリチュキでは司令塔として活躍し、セルビア・スーペルリーガへの昇格に貢献した。2013年10月にはスポルタル紙が「皆が恐れる"おじさん"」と題した28歳以上のセルビア・スーペルリーガベストイレブンを組み、その中には彼の名前も含まれていた。2015年3月18日にハムストリングを痛めて離脱するも2週間で復帰。その後2017年に引退するまで主将も務めながらチュカリチュキで過ごした。

## 代表歴
彼はボスニア・ヘルツェゴビナ社会主義共和国のブゴイノで生まれたが、ユーゴスラビア連邦共和国籍を選択。国名が変わってセルビア・モンテネグロU-21代表としてUEFA U-21欧州選手権2004で準優勝し、同U-23代表としてアテネオリンピックに出場した。

## タイトル
チュカリチュキ
- セルビア・カップ: 2014-15